# لويس فيليبي لامبريا
لويس فيليبي لامبريا (19 أكتوبر 1941 - 2 فبراير 2016) دبلوماسي وعالم اجتماع برازيلي. ولد في ريو دي جانيرو. عمل لامبريا كأستاذ في الجامعة البابوية الكاثوليكية في ريو دي جانيرو. شغل منصب رئيس اتحاد الصناعة لولاية ريو دي جانيرو. أنشأ مدونة خلال حياته المهنية اللاحقة تسمى العالم.
عمل لامبريا سفيراً في سورينام من عام 1983 حتى عام 1985، وسفيرًا في البرتغال من عام 1990 إلى عام 1992. شغل منصب وزارة الخارجية من 1995 إلى 2001.
مات لامبريا في ريو دي جانيرو إثر نوبة قلبية في 2 فبراير 2016 عن عمر يناهز 74 عامًا.